# SS Murata
Az SS Murata, teljes nevén Società Sportiva Murata San Marinó-i labdarúgóklub, amelyet 1966-ban alapítottak. Székhelye Murata községben található.
Egyike annak a 15 csapatnak, amely a San Marinó-i labdarúgó-bajnokságot alkotja. Saját sportteleppel nem rendelkezik, edzéseit a Campo Sportivo di Montegiardinó-ban tartja, ahol a San Marinó-i labdarúgó-szövetség nem rendez bajnoki mérkőzéseket.

## Sikerei
- San Marinó-i labdarúgó-bajnokság (Campionato Sammarinese di Calcio)
  - Bajnok (3 alkalommal): 2006, 2007, 2008
  - Ezüstérmes (2 alkalommal): 2005, 2009
  - Bronzérmes (1 alkalommal): 2001

- San Marinó-i kupa (Coppa Titano)
  - Győztes (3 alkalommal): 1997, 2007, 2008

- San Marinó-i szuperkupa (Trofeo Federale)
  - Győztes (3 alkalommal): 2006, 2008, 2009

## Eredmények

### Európaikupa-szereplés

#### Összesítve
| Kupa            | J | GY | D | V | LG–RG |
| --------------- | - | -- | - | - | ----- |
| Bajnokok Ligája | 4 | 0  | 0 | 4 | 1–13  |
| UEFA-kupa       | 2 | 0  | 0 | 2 | 1–7   |
| Összesítve      | 6 | 0  | 0 | 6 | 2–20  |

#### Szezonális bontásban
| Idény     | Kupa            | Forduló         | Klub           | 1. mérk. | 2. mérk. |
| --------- | --------------- | --------------- | -------------- | -------- | -------- |
| 2006–2007 | UEFA-kupa       | 1. selejtezőkör | APÓEL          | 1–3      | 0–4      |
| 2007–2008 | Bajnokok Ligája | 1. selejtezőkör | Tampere United | 1–2      | 0–2      |
| 2008–2009 | Bajnokok Ligája | 1. selejtezőkör | IFK Göteborg   | 0–5      | 0–4      |

Megjegyzés: Az eredmények minden esetben az SS Murata szemszögéből értendőek, a félkövéren jelölt mérkőzéseket pályaválasztóként játszotta.

## A klub egykori nevesebb labdarúgói
- Aldair, az 1994-es világbajnok brazil válogatott belső védője
- Massimo Agostini